# Richterswil
Richterswil je město v okrese Horgen v kantonu Curych ve Švýcarsku. Žije zde přibližně 13 tisíc obyvatel.

## Geografie

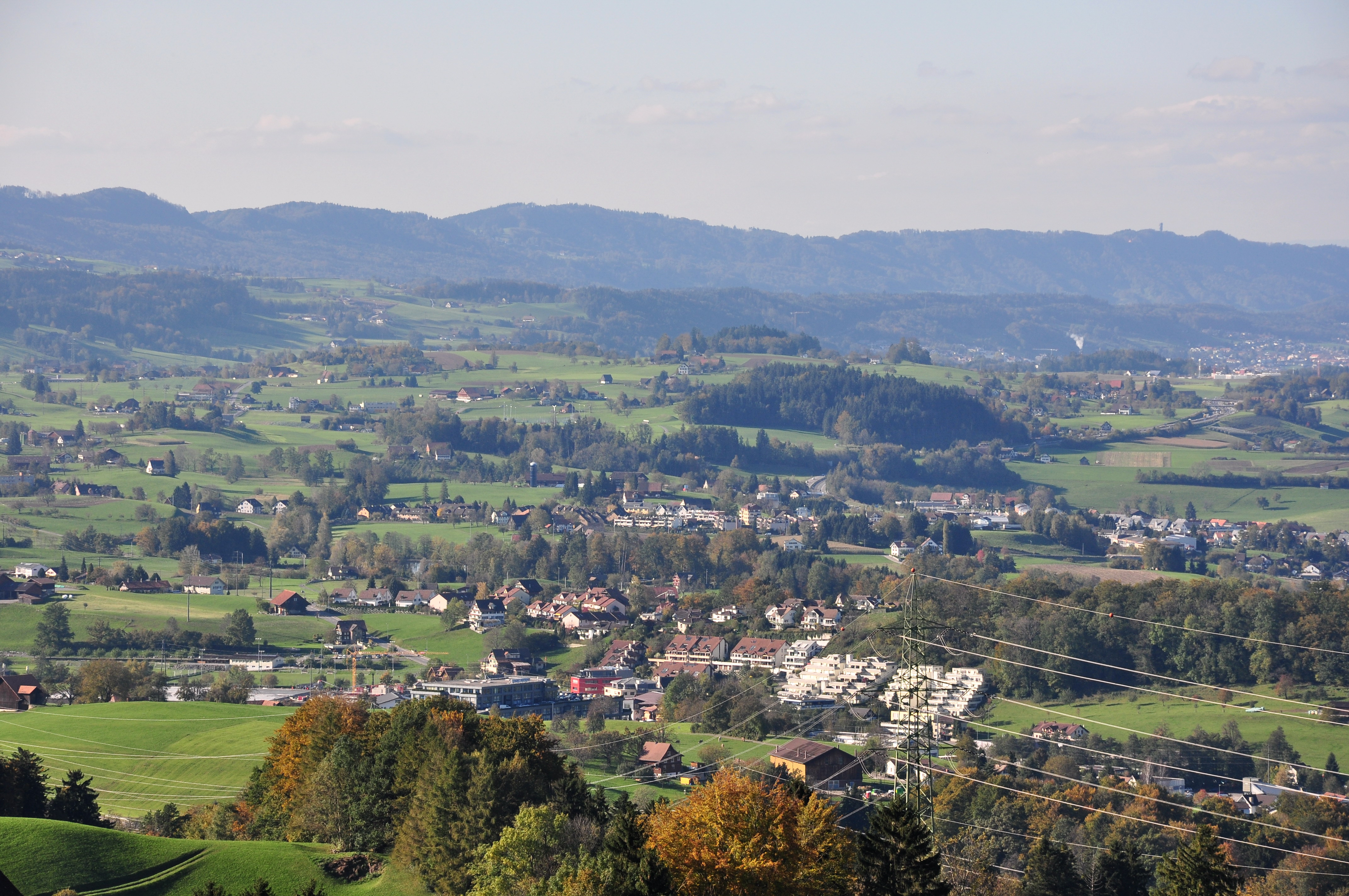
Samstagern

Obec Richterswil leží mezi jihozápadním levým břehem Curyšského jezera, lidově zvaným „Pfnüselküschte“, a masivem Höhronen v podhůří Švýcarských Alp na hranici s kantonem Schwyz. Území obce má rozlohu 755 hektarů a rozkládá se v nadmořské výšce od 408 metrů (Curyšské jezero) do 725 metrů (jezero Hüttnersee). Vzdálenost od Curychu je přibližně 25 kilometrů vzdušnou čarou.
Obec se skládá z místních částí Richterswil, Burghalden a Samstagern. Sousedními obcemi Richterswilu jsou Wädenswil a Wollerau. Ostrov Schönenwirt na Curyšském jezeře patří k Richterswilu od roku 1848.
V roce 2007 se rozloha obce 755 ha skládala z 50,7 % ze zemědělské půdy a 30,5 % ze sídelní plochy. V historickém vyjádření to znamená, že zemědělská plocha se od roku 1983 zmenšila přibližně o 8 % ve prospěch zastavěné plochy. Podíl stojatých a tekoucích vod na celkové rozloze (bez Curyšského jezera) činí 0,7 %, zatímco osázená plocha (tj. les, lesní pozemky) představuje 7,2 %. Dopravní plochy tvoří 10,7 % plochy. V roce 2012 tvořily zastavěné zóny 34,6 % celkové plochy.

## Historie

Vyobrazení Richterswilu z roku 1794

### Nejstarší historie
Místní a polní názvy i archeologické nálezy na ostrůvku Schönenwirt ukazují na alamanské osídlení dnešního území obce v 7. až 9. století. Původ místního jména není podrobněji doložen, ale lze jej odvodit od starohornoněmeckého jména „Richtilo“, jehož nositele lze považovat za raného (nejstaršího) osadníka. Richterswil je poprvé zmiňován v listině jako Richtliswile v roce 1265, starším zápisem je Richterschwyl.
Na půdě Richterswilu byl kolem roku 1200 postaven hrad Alt-Wädenswil. V této době byl Richterswil součástí panství Wädenswil, jehož baroni již v roce 1265 postavili kostel svatého Martina. V roce 1287 se panství Wädenswil dostalo do majetku řádu svatého Jana, který určoval osud Richterswilu po dobu přibližně 250 let. Během staré curyšské války v první polovině 15. století zůstal řád svatého Jana neutrální, což jej do značné míry uchránilo před válečným pustošením. V důsledku reformace však řád svatého Jana nakonec v roce 1550 prodal panství Wädenswil (včetně Richterswilu) městu Curych.

### Novověk

Letecký pohled (1919)

Až do reformace (1529) patřila k farnosti Richterswil také část Wollerau (a do roku 1703 také část Hütten). Po reformaci a prodeji Curychu však Richterswil nyní leží v konfesijním pohraničí na hranici s kantonem Schwyz, který zůstal katolický. Tato poloha vedla k vpádu obyvatel Schwyzu během první války s Villmergerem (1656). S pomocí nově vybudovaných redut nad obcí byl odražen další vpád během Toggenburské války (1712).

### Helvétské období

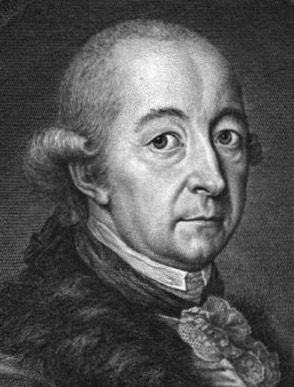
Johannes Hotze

Na konci 18. století působil v Richterswilu lékař Johannes Hotze (původně Hotz), který se specializoval na duševní choroby. Mezi jeho přátele patřili jeho bratranec Johann Heinrich Pestalozzi a Johann Kaspar Lavater a mezi jeho návštěvníky byl i Goethe, který do Richterswilu přijel v letech 1775 a 1779.
V té době byl kanton Curych stále řízen cechy města Curychu, k nimž patřilo několik tisíc obyvatel města. Naproti tomu 180 000 obyvatel venkova bylo z mnoha profesí a úřadů vyloučeno. Myšlenky Francouzské revoluce padly na úrodnou půdu u „Seebuben“, kteří dosáhli prosperity díky inovativnímu zemědělství a industrializaci. V letech 1794/1795 se Stäfa stala výchozím bodem demokratického hnutí. David Schmid, řezník z Richterswilu, napsal lidem ze Stäfy, že „všichni lidé z Wädenswilu a Richterswilu s nimi chtějí držet krok“ a jsou vyzbrojeni střelným prachem a olovem. Hotze kvůli krutým trestům, které postihly bojovníky za svobodu, nadobro opustil svůj domov.
Když v roce 1798 vypukla helvétská revoluce a Francie zasáhla ve prospěch vzbouřených obyvatel Vaudu, obyvatelé Richterswilu odmítli jít do války za pány z Bernu. Curyšská vláda nakonec abdikovala. Bylo však třeba obsadit hrady a fary a nasadit 14 000 ozbrojených zemanů, než národní komise složená ze tří čtvrtin z bývalých poddaných získala pravomoc vládnout. Symboly revoluce byly strom svobody, pozdrav „občan“, nošení Stäfnerovy kokardy a zánik starých úředních pořádků.
V Aarau byla vyhlášena „Jedna a nedělitelná helvetská republika“, která Švýcarům slibovala svobodu a rovnost. Kantony Uri, Schwyz, Nidwalden, Glarus a Zug se však nechtěly vzdát svých historických ústav (a svých poddanských území) a rozhodly se obsadit Aarau, Bern a Curych. Nový stát poté požádal Francii o pomoc.
V rámci krátkého tažení, které vedlo ke kapitulaci odpůrců revoluce, došlo 30. dubna k bitvě ve Wollerau, Bächu a Richterswilu a jejich okolí s přibližně 300 mrtvými a zraněnými. Následná bitva u Schindellegi skončila ústupem Schwyzu.

### 19. století až současnost

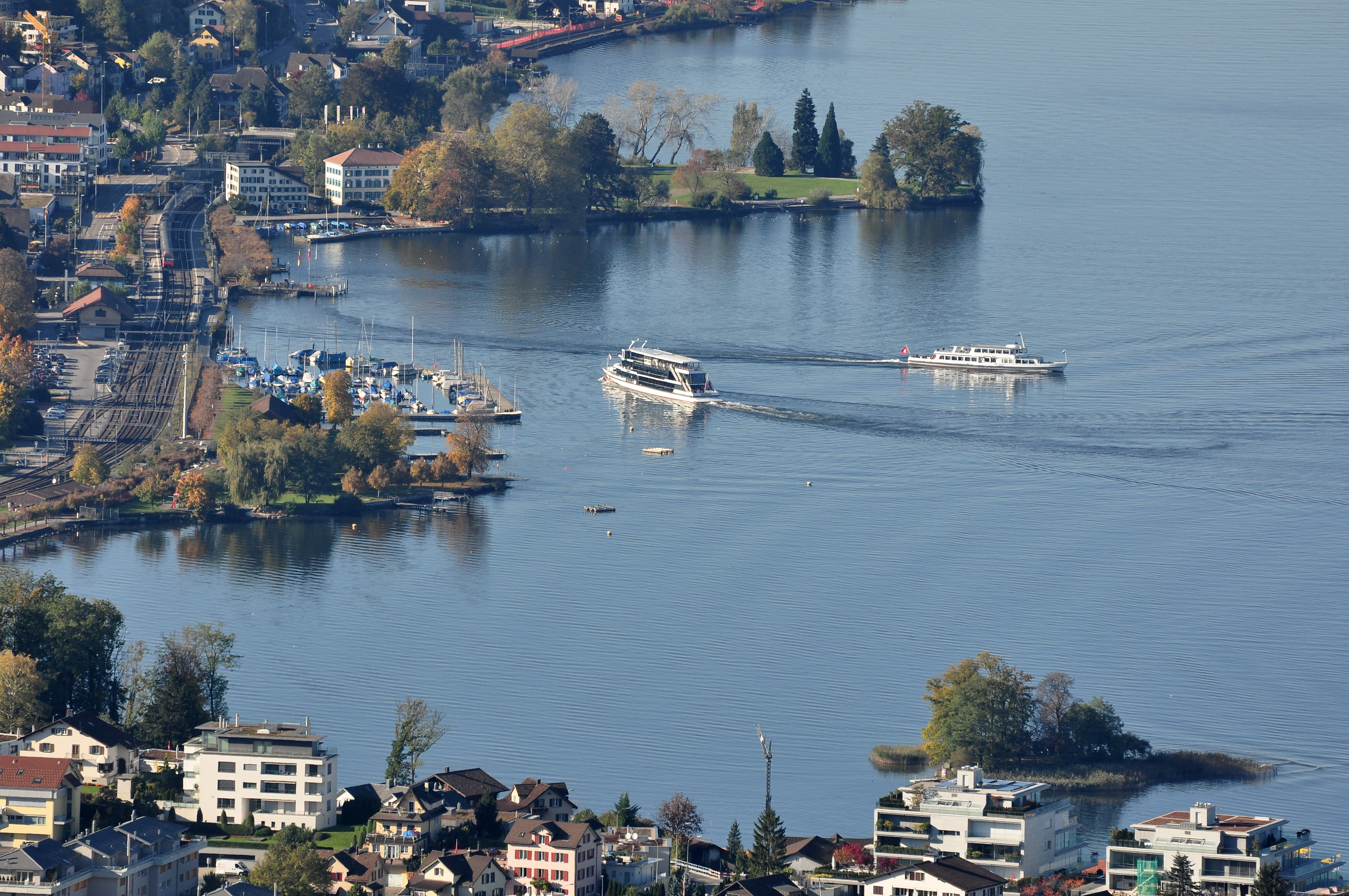
Přístav a nábřeží

V období restaurace (1815–1830) nabraly dějiny rychlý spád. Na hrad Wädenswil se pod názvem „Oberamtmänner“ vrátili zřízenci. V období obnovy (1830–1848) zvítězila demokracie. Stejně, jako v roce 1798, patří Richterswil od té doby k okresu Horgen.
Poté, co byl v roce 1841 ostrov Schönenwirt u břehu v zátoce mezi Richterswilem a Bäch definitivně přidělen kantonu Curych, koupila jej obec Richterswil 6. října 1848 v úřední dražbě za 100 švýcarských franků. Prodej byl ratifikován curyšskou kantonální vládou 21. října 1848. Historický účet o prodeji z 5. ledna 1849 je uložen v obecním archivu. Ostrov je po Ufenau a Lützelau třetím největším ze čtyř přírodních ostrovů Curyšského jezera.
V roce 1878 byly části území obce (části Giessenu a Staubenweidli, které ležely vlevo od potoka Reidbach) postoupeny obci Wädenswil. V roce 1893 byla postavena nemocnice Richterswil, která byla od roku 1994 pod názvem Paracelsus Hospital provozována jako převážně antroposofická klinika a ukončila svou činnost v listopadu 2020. V roce 1905 byl vysvěcen nový reformovaný kostel a v roce 1914 katolický kostel. V roce 1975 bylo historické jádro obce Richterswil prohlášeno za hodné ochrany. V roce 1992 získala železniční stanice Richterswil mezinárodní cenu Brunel Award v kategorii Za vynikající vizuální řešení ve veřejné železniční dopravě.

## Obyvatelstvo
| Rok            | 1634 | 1850 | 1920 | 1940 | 1962 | 1970 | 1980 | 1990 | 2000   | 2010   |
| Počet obyvatel | 893  | 3203 | 4527 | 4554 | 5935 | 7380 | 8635 | 9882 | 10 430 | 12 336 |

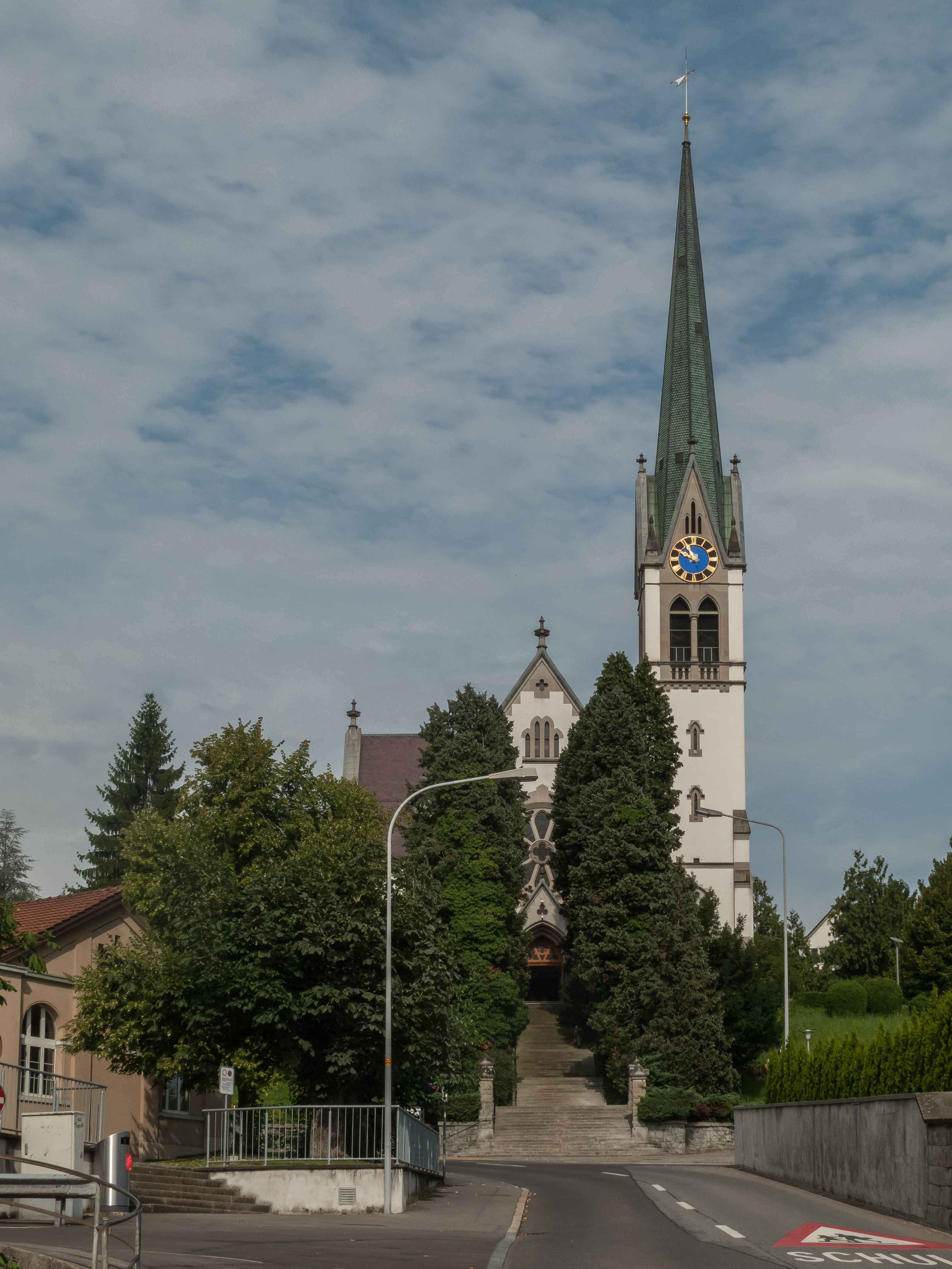
Reformovaný kostel

V roce 2022 se 29,04 % obyvatel hlásilo k evangelické reformované církvi, 26,72 % k římskokatolické církvi a 44,23 % k jinému vyznání nebo bez vyznání.
Podíl cizinců s 19,8 % byl pod kantonálním průměrem, který činil 27,3 %. Míra pobírání sociálních dávek činila 2,3 % a podíl nezaměstnaných na obyvatelstvu ve věku 15 až 64 let byl 2,5 %.

## Hospodářství
Hospodářství Richterswilu bylo zpočátku charakterizováno zemědělstvím, poměrně brzy se pak objevily formy domácího průmyslu. Od 15. století se důležitou součástí hospodářství Richterswilu stalo vlnařství a bavlnářství, od 16. století také tkalcovství lnu. Na konci 18. století se bavlnářstvím zabývala téměř polovina (46 %) obyvatel. Richterswil se také úspěšně podílel na tranzitu zboží a jako důležitá stanice na poutní cestě do Einsiedelnu obec významně těžila z poutního ruchu. Ten vedl k založení výnosného pohostinství a na věřících vydělávali také lodníci, kteří poutníky převáželi přes jezero.
V roce 1873 získal výrobce hedvábí Rudolf Zinggeler-Syfrig (1819–1897) právo používat Mülibach k pohonu strojů ve své přádelně hedvábí Zinggeler AG. Nad Richtersvilem vznikl přehrazením potoka Müli rybník Sternenweiher v Samstagernu s výškou hladiny 583 m n. m. V roce 1937 se v něm nacházela vodní nádrž Sternenweiher. Dvoukilometrové tlakové potrubí odvádělo vodu do Curyšského jezera, kde poháněla vodní turbínu v Zinggelerově soustružně. Pro pobavení a jako symbol industrializace nechával majitel továrny od roku 1875 o státních svátcích, například 1. srpna, vodu stoupat tryskou: Vznikla tak fontána vysoká 80 až 85 metrů. Tato fontána byla dlouho považována za nejvyšší na kontinentu. V roce 1972 byla elektrárna vyřazena z provozu a s ní i fontána.

## Doprava

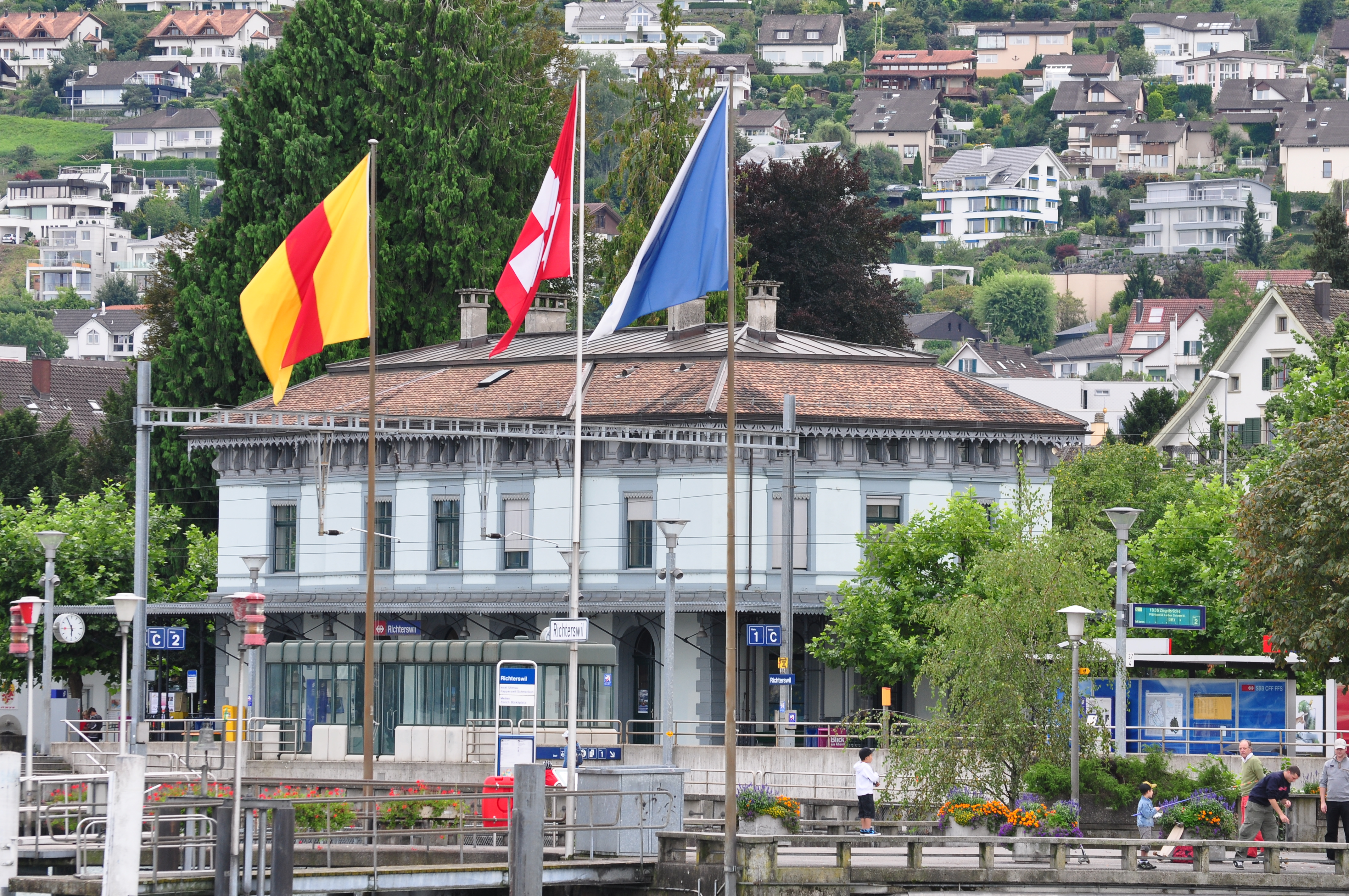
Železniční stanice Richterswil

Obec Richterswil je napojena na železniční síť Švýcarských spolkových drah (SBB) a dráhy Schweizerische Südostbahn (SOB).
V Richterswilu jsou čtyři železniční stanice (Richterswil, Samstagern, Burghalden, Grüenfeld), které jsou obsluhovány čtyřmi linkami sítě S-Bahn Curych. Stanice Richterswil leží na železniční trati Curych–Chur (SBB), zatímco stanice Samstagern a Burghalden a zastávka Grüenfeld jsou na trati Wädenswil–Einsiedeln (SOB).
V obci jezdí autobusová linka 170, která spojuje čtvrti Richterswil, Burghalden a Samstagern. Autobusové linky 175 a 176 jezdí také mezi Richterswilem a Wollerau; linka Postbus 180 jezdí mezi Samstagernem a Pfäffikonem.
V Richterswilu se nachází přístaviště, které obsluhují pravidelné lodě provozované společností pro plavbu po Curyšském jezeře (Zürichsee-Schiffahrtsgesellschaft, ZSG). Do Richterswilu se lze dostat individuální dopravou po dálnici A3 Curych–Chur, která prochází přímo městem.